# René Strickler
René Guillermo Strickler Zender (Córdoba, 20 de octubre de 1962) es un actor argentino.
Llegó a México en 1987. Antes de inclinarse al mundo de la actuación fue modelo. Es conocido por sus múltiples facetas en las telenovelas teniendo como mentor al actor y director Sergio Jiménez, quien lo motivó a seguir la carrera de actuación.
Ha participado en muchas telenovelas, entre ellas están Un camino hacia el destino, Que te perdone Dios, El color de la pasión, Corazón indomable, Amor bravío, Alguna vez tendremos alas, Sin ti, El privilegio de amar, Ramona, Amigas y rivales, Mujer bonita, De pocas, pocas pulgas, Mariana de la noche, Para volver a amar, entre otras.

## Trayectoria

### Telenovelas
- Vivir de amor (2024) .... Adolfo Pastrana[2]
- Corona de lágrimas (2022) .... Lázaro Huesca
- Soltero con hijas (2019-2020) .... Juventino "Juve" Del Paso[3]
- El vuelo de la victoria (2017) .... Clemente Mendieta
- Un camino hacia el destino (2016) .... Luis Montero
- Que te perdone Dios (2015) .... Patricio Duarte
- El color de la pasión (2014) .... Alonso Gaxiola
- Corazón indomable (2013) .... Miguel Narváez
- Amor bravío (2012) .... Mariano Albarrán Mendiola
- Para volver a amar (2010-2011) .... Patricio González
- Atrévete a soñar (2009-2010) .... Dr. Rodrigo Peralta Jiménez
- Cuidado con el ángel (2008-2009).... Omar Contreras "El Leopardo"
- Tormenta en el paraíso (2007-2008) .... Hernán Lazcano
- Yo amo a Juan Querendón (2007) .... Él mismo
- Destilando amor (2007) .... Dr. Alonso Santoveña
- Amar sin límites (2006-2007) .... Mauricio Duarte
- Mundo de fieras (2006) .... Edgar Farías
- Sueños y caramelos (2005) .... Rafael Monraz
- Piel de otoño (2005) .... Santiago Mestre
- Mariana de la noche (2003-2004) .... Dr. Camilo Guerrero
- De pocas, pocas pulgas (2003) .... Padre Adrián
- Mujer bonita (2001) .... José Enrique
- Amigas y rivales (2001) .... Carlos Torreblanca
- Ramona (2000) .... Felipe Moreno
- El privilegio de amar (1998-1999) .... Víctor Manuel Duval Rivera
- Sin ti (1997-1998) .... Luis David Luján
- Alguna vez tendremos alas (1997) .... Ignacio "Nacho" Nájera †

### Series
- Mujeres asesinas (2024) .... Charly[4]
- Gloria Trevi: ellas soy yo (2023) .... Jiménez Cantú[5]
- Mujer, casos de la vida real (2006) .... Guillermo Aranda
- ¿Qué nos pasa? (1998)

### Presentador
- Premios Lo Nuestro a la música latina (2006)
- Premios TVyNovelas (2016)

## Premios y reconocimientos

### Premios TVyNovelas
| Año  | Categoría               | Telenovela                | Resultado |
| ---- | ----------------------- | ------------------------- | --------- |
| 2011 | Mejor actor             | Para volver a amar        | Nominado  |
| 2007 | Mejor actor antagónico  | Amar sin límites          | Nominado  |
| 2006 | Mejor actor protagónico | Piel de otoño             | Nominado  |
| 1999 | Mejor actor joven       | El privilegio de amar     | Nominado  |
| 1998 | Mejor actor joven       | Alguna vez tendremos alas | Nominado  |

### Premios Califa de Oro
| Año  | Categoría       | Telenovela            | Resultado |
| ---- | --------------- | --------------------- | --------- |
| 1999 | Mejor actuación | El privilegio de amar | Ganador   |

### Premios Eres
| Año  | Categoría                 | Telenovela            | Resultado |
| ---- | ------------------------- | --------------------- | --------- |
| 1999 | Mejor actor de telenovela | El privilegio de amar | Ganador   |